# 코르넷

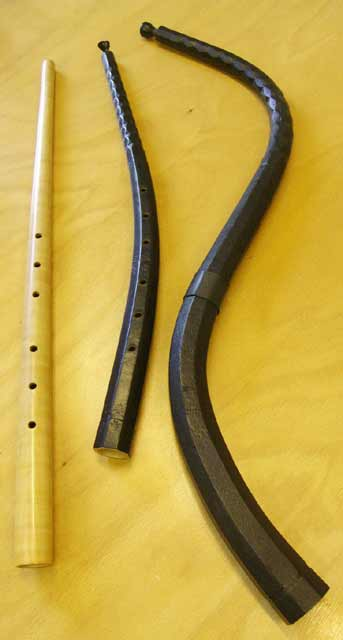
코르넷

코르넷(cornett)은 금관악기의 일종이다. 르네상스기에 애용되었다.